# Краснокрылый чечевичник
Краснокрылый чечевичник (лат. Rhodopechys sanguineus) — вид птиц из семейства вьюрковых. Африканский вид Rhodopechys alienus ранее считался его подвидом.

## Распространение
Ареал простирается от Турции до северо-восточного Пакистана. Живут на каменистых горных склонах, часто на значительной высоте.

## Описание
Длина тела в среднем 13 см. Размах крыльев около 32 см. Окрашены тускло, преимущественно в светло-коричневый цвет, клюв тяжелый, бледно-желтоватый. Самки немного тусклее самцов.

## Биология
Питаются семенами, зимой посещает сельскохозяйственные поля. 
Гнёзда располагаются на земле между камнями. В кладке 4—5 яиц белого или голубого цвета с мелкими тёмными крапинками. Насиживает только самка в течение 12—13 дней, самец в это охраняет территорию и обеспечивает самку пищей. В уходе за птенцами принимают участие оба родителя. Птенцы полностью оперяются через 16—17 дней.